# Krivoklát, Ilava
Krivoklát este o comună slovacă, aflată în districtul Ilava din regiunea Trenčín. Localitatea se află la altitudinea de 322 m deasupra n.m., se întinde pe o suprafață de 10,67 km2 și în 2017 număra 250 de locuitori.

## Istoric
Localitatea Krivoklát este atestată documentar din 1439.

## Demografie
| An:                | 1994 | 2004    | 2014    | 2024   |
| ------------------ | ---- | ------- | ------- | ------ |
| Număr de persoane: | 327  | 288     | 250     | 218    |
| Diferență:         |      | −11,92% | −13,19% | −12,8% |

| An:                | 2023 | 2024   |
| ------------------ | ---- | ------ |
| Număr de persoane: | 219  | 218    |
| Diferență:         |      | −0,45% |